# Эмери, Леопольд Чарлз
Леопольд Чарлз Эмери (Амери, англ. Leopold Charles Amery; 22 ноября 1873, Горакхпур — 16 сентября 1955, Лондон) — британский журналист, консервативный политик и государственный деятель.

## Карьера
В 1899—1909 годах — один из редакторов лондонской газеты «Таймс».
С 1911 года — член парламента. 
Во время и после Первой мировой войны занимал разные министерские посты.

### Инициативы
- Создание Восточно-африканского доминиона.

- Деление министерства колоний на два департамента: колоний и доминионов.

- Будучи яростным врагом СССР, вместе с Джойнсоном Гиксом стал инициатором налёта на «АРКОС» в 1927 году.

## Семья
Эмери был критиком политики умиротворения нацистской Германии, но его старший сын Джон Эмери стал симпатиком нацистов и их пропагандистом, а в итоге был повешен за создание отрядов СС как коллаборационист и военный преступник. Младший сын Джулиан служил во время Второй мировой в британских ВВС, а затем 39 лет был депутатом от консерваторов.